# Johann Christian Bolten

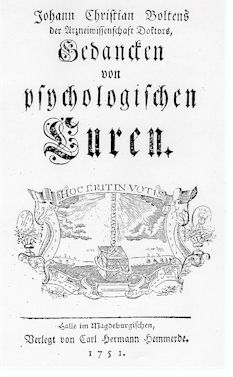
Johann Christian Boltens Buch Gedancken von psychologischen Curen

Johann Christian Bolten (* 29. November 1727 in Altona; † 16. November 1757 ebenda) war ein deutscher Arzt.

## Leben und Wirken
Bolten war Sohn des Altonaer Propsten Johann Bolten und jüngerer Bruder des Hamburger Stadtphysikus Joachim Friedrich Bolten. Er studierte Medizin an der Universität Halle und wurde hier 1750 unter dem Vorsitz von Johann August Unzer zum Dr. med. promoviert. 1754 wurde er zum Stadtphysikus in Altona mit Zuständigkeit auch für die Herrschaft Pinneberg ernannt. Er war ein früher Vorläufer und Vertreter der Psychotherapie. 1751 brachte er in einem Buch zum Ausdruck, dass er die Psychologie als Grundlagenwissenschaft für die Psychotherapie, in seiner Terminologie „psychologische Kuren“ genannt, ansieht. (Wer demnach psychologisch kuriren lernen will, muß sich um die Erlernung der Gesetze der Natur der Seele bekümmern.)

## Werke
- Gedancken von psychologischen Curen. Hemmerde, Halle 1751 (urn:nbn:de:bvb:19-epub-11865-2).